# タトラK2R.03-P
タトラK2R.03-Pは、チェコで使用される路面電車車両の1形式。チェコスロバキア時代の連接車であるタトラK2に対し機器更新を始めとした改造工事を施した車両で、全車ともブルノ市電に在籍する。

## 概要
1990年代後半以降、チェコの都市・ブルノの路面電車であるブルノ市電では、長年使用されていた2車体連接車のタトラK2に対して機器の更新を始めとした近代化工事を継続的に実施していた。これらの車両にはČKDトラクション（ČKD Trakce）が開発した電機子チョッパ制御方式に対応した制御装置が搭載されていたが、2000年に同社が破産した事から、同年以降に更新が実施された車両については他社の機器を使用する事となった。これがK2R.03-Pである。
更新内容は1997年から1998年にかけて改造が実施されたK2R.03に準拠しており、パトリック・コタスが設計した新規造形の前面への交換、内装の更新、集電装置のシングルアーム式パンタグラフへの変更などが実施された。また、運転室からの速度制御についても従来の足踏みペダルから手動レバーへと変更された。その一方、制御装置については前述のČKDトラクション製の部品ではなくGECアルストム（現：セゲレツ）が展開するIGBT素子を用いたTVプログレス（TV Progress）が採用された他、暖房装置が壁への埋め込み式から座席下部へ変更され、乗降扉についてもプラグドアではなく折り戸が用いられた。
一連の改造は2000年から2002年にかけて実施され、2021年現在は3両（1030、1040、1049）全車とも引き続きブルノ市電に在籍している。

車両一覧
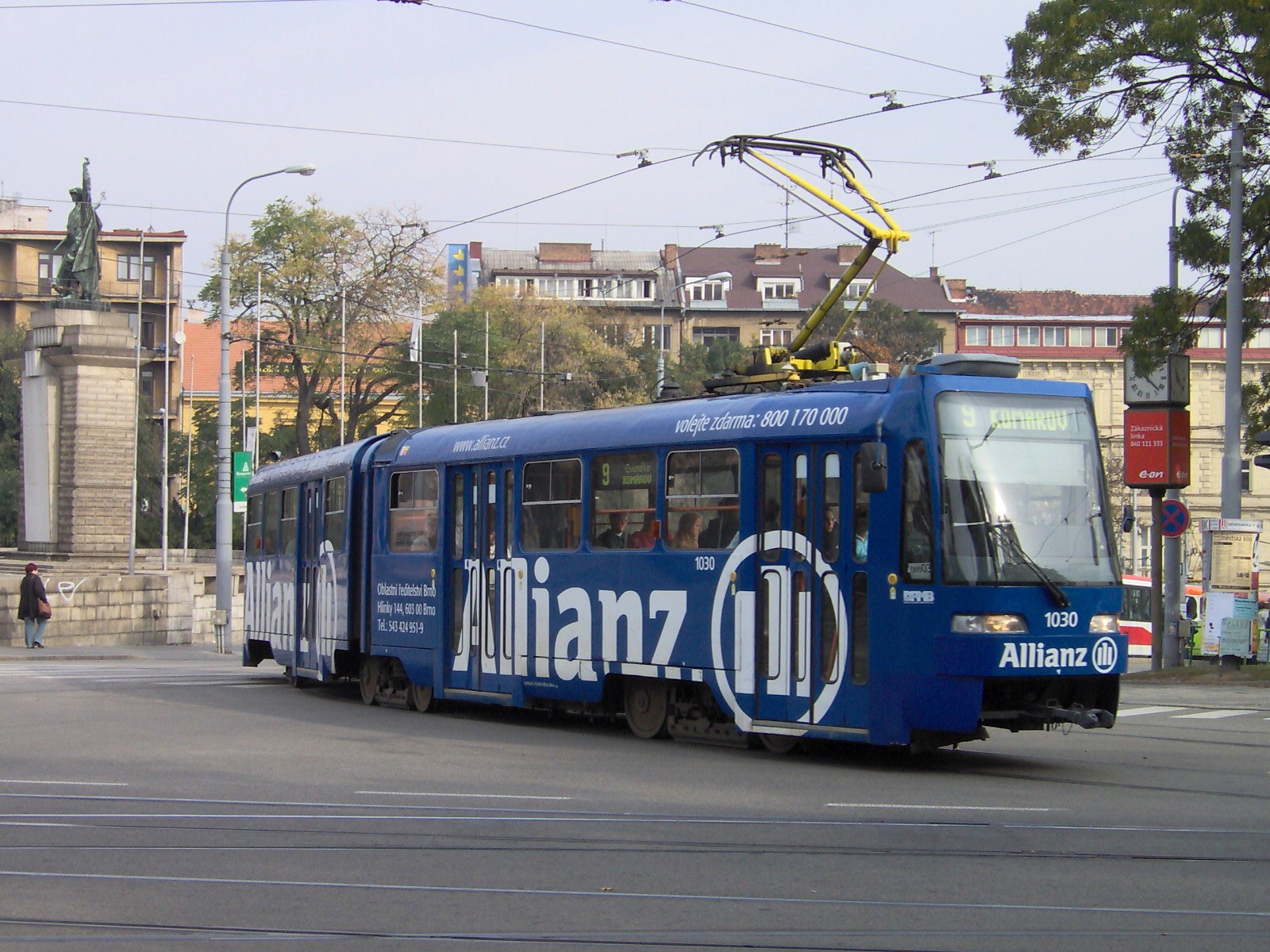
1030（2005年撮影）
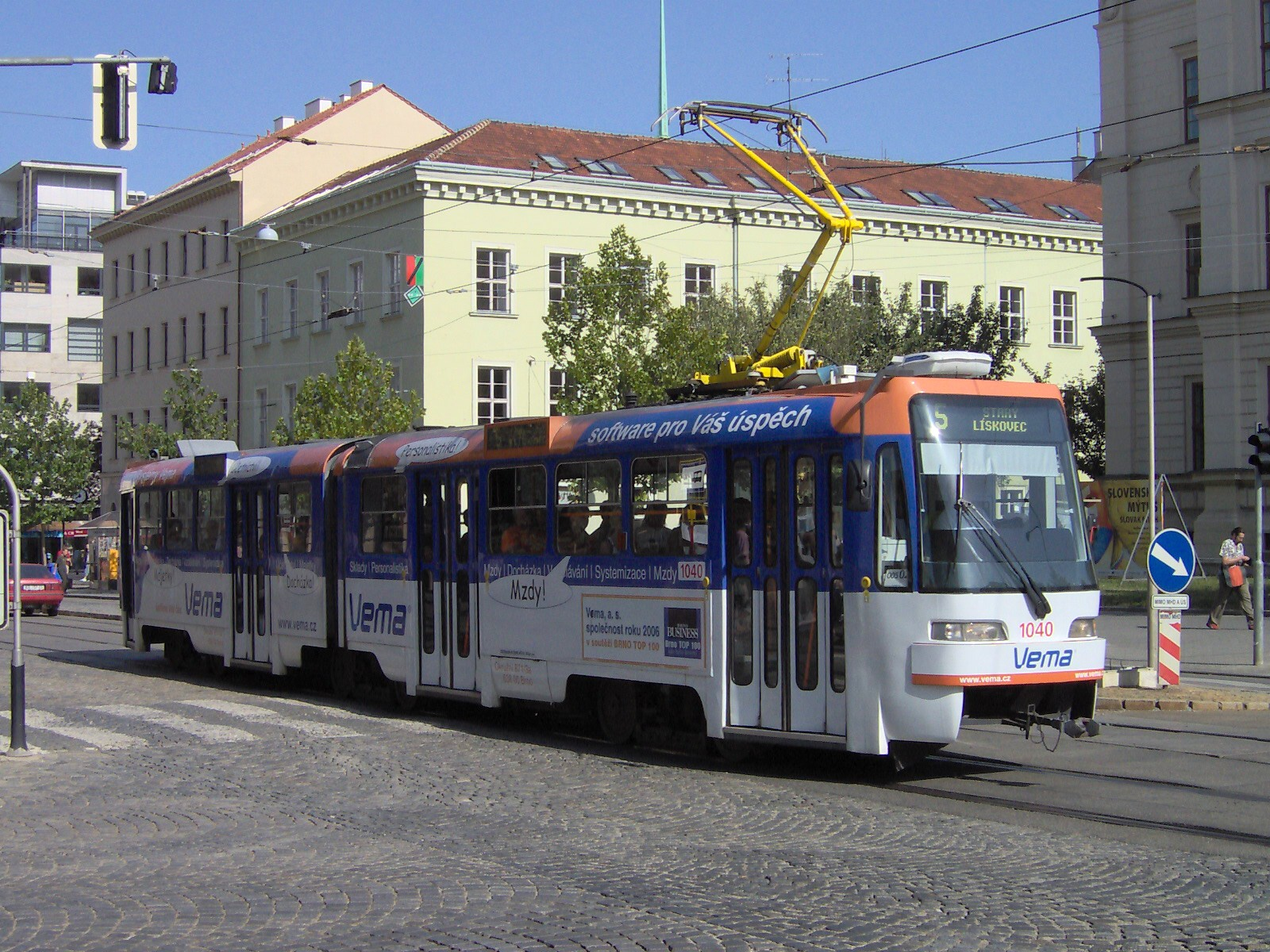
1040（2007年撮影）
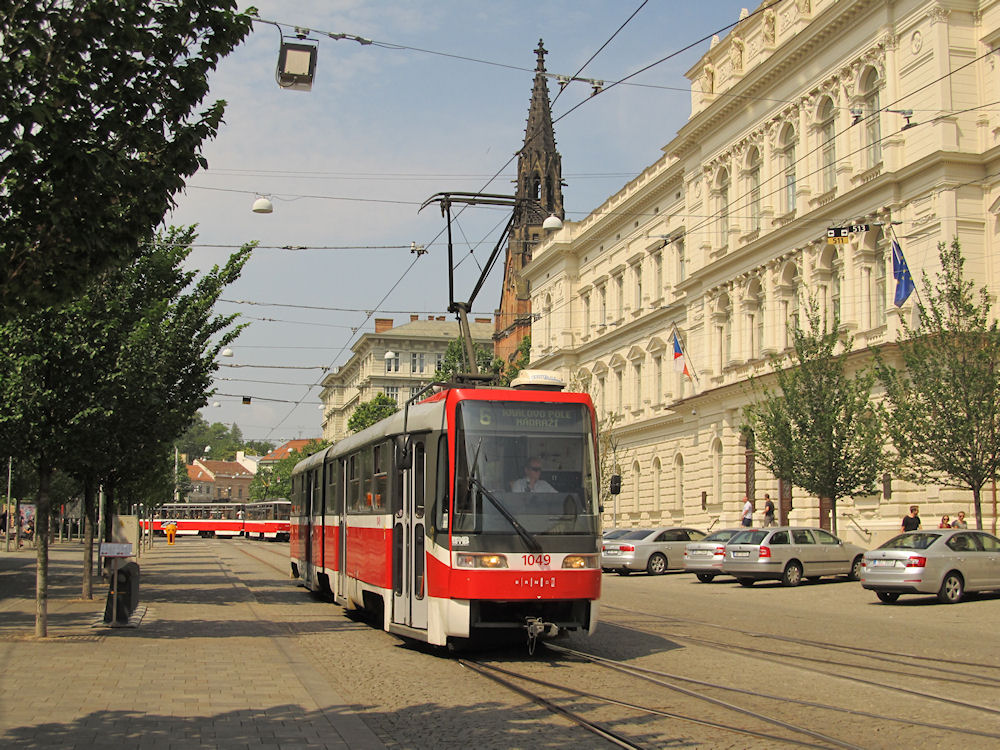
1049（2018年撮影）